# Savcıllı, Buharkent
Savcıllı là một xã thuộc huyện Buharkent, tỉnh Aydın, Thổ Nhĩ Kỳ. Dân số thời điểm năm 2010 là 1.827 người.